# 硒城街道
硒城街道，原名城关镇，是中华人民共和国贵州省貴陽市开阳县下辖的一个街道办事处。2020年5月14日，成立硒城街道，辖原城关镇干田坝居委会、南江居委会、中山居委会、凌角堰居委会、六块碑居委会、望城坡居委会、城西村及原双流镇刘育村、白安营村。

## 行政区划
硒城街道下辖以下村级行政区划单位：
南江社区、中山社区、干田坝社区、凌角堰社区、六块碑社区、望城坡社区、城西村、刘育村、白安营村。